# Rahul Dev Burman
 (janvier 2009).
Si vous disposez d'ouvrages ou d'articles de référence ou si vous connaissez des sites web de qualité traitant du thème abordé ici, merci de compléter l'article en donnant les références utiles à sa vérifiabilité et en les liant à la section « Notes et références ».
Rahul Dev Burman (27 juin 1939 - 4 janvier 1994) aussi connu sous le nom de Pancham ou Pancham da est un compositeur de musiques de films pour le cinéma de Bollywood. Il est le fils de Sachin Dev Burman, chanteur et compositeur, et le deuxième mari de la chanteuse de playback Asha Bhosle.
On raconte[Qui ?] que Rahul Dev Burman a été surnommé Pancham parce qu'enfant, chaque fois qu'il pleurait, ses cris retentissaient à la hauteur de la cinquième note (Pa) de la gamme musicale indienne. Le mot Pancham signifie cinq (ou cinquième) en sanskrit. Une autre version relate que[Qui ?] quand le vieil acteur indien Ashok Kumar a entendu le nouveau-né Rahul répéter la syllabe Pa, il l'a surnommé Pancham.

## Biographie
Pancham est né à Calcutta. Après être allé à Mumbai, il apprend le sarod auprès d'Ustad Akbar Ali Khan. Âgé de neuf ans, il compose sa première chanson, Aye meri topi palat ke aa, que son père utilise dans le film Funtoosh (1956). Enfant, il a également composé l'air de la chanson Sar jo tera chakraaye. Son père a aimé l'air et l'a inclus dans la bande sonore du film de Guru Dutt, Pyaasa. Pancham a également joué de l'orgue à bouche dans la célèbre chanson Hai apna dil to aawara, de la bande originale du film de Dev Anand, Solva saal, en 1958. Pancham a commencé sa carrière musicale en tant qu'assistant de son père. Chhote nawaab est son premier film en tant que directeur musical.

## Carrière musicale
Il a réalisé 331 bandes son de films et quatre albums de musique. Avant de s'établir, il a longtemps travaillé aux côtés de son père S.D. Burman. Parmi les films réalisés, 292 étaient en hindî, 31 en bânglâ, trois en télougou, deux en tamoul et oriyâ et un en marâthî. RD a également composé la musique de cinq séries télévisées en hindi et marathi et il a écrit un grand nombre de chansons en bangla en dehors des films (connues sous le nom de chansons de Pooja ou chansons modernes), disponibles sur différents albums. En 1975 il a aussi écrit une chanson pour un petit film documentaire, Maa Ki Pukaar.
Une bonne quantité de son œuvre reste cependant à découvrir : musiques de films non terminés ou relégués, ou encore compositions tardives. Même pendant les dernières années de sa vie où il n'avait plus guère de commandes, le maître a continué à composer et à enregistrer des airs.
R. D. Burman a chanté lui-même sur la bande originale de dix-huit films de sa composition. Il était célèbre pour sa manière unique d'employer sa voix de basse, à la manière d'un grondement.
Il a également été acteur dans les films Bhoot Bungla (1965) et Pyar ka Mausam (1967).
Il a repris certaines chansons occidentales populaires pour composer ses propres airs. Ainsi, la chanson « Mehbooba Mehbooba » présentée dans Sholay (1975) est par exemple une reprise de « Ta Riala », un air folklorique chypriote chanté par Michalis Violaris en 1973 et par Demis Roussos avec « Say you love me » l'année suivante.

### années 50
R. D. Burman a commencé sa carrière comme assistant de son père, Sachin Dev Burman. Il a collaboré avec lui dans Chalti ka Naam Gaadi (1958) et Kaagaz ke Phool (1959). Son premier emploi de directeur musical fut pour Raaz de Guru Dutt (1959). Cependant le film a été abandonné après quelques prises et l'enregistrement des premières chansons.

### années 60
Le premier film abouti de R. D. Burman en tant que directeur musical fut Chhote Nawab (1961) de Mehmood. Mehmood a déclaré lui avoir confié la musique du film parce qu'il était fatigué qu'il cabosse sa voiture par le tambourinage incessant de ses doigts ! La première chanson enregistrée pour le film, Ghar aaja ghir aaye, a été chantée par Lata Mangeshkar : R. D. Burman ne voulait personne d'autre que la chanteuse légendaire pour interpréter sa première composition pour le cinéma. La chanson a réuni S. D. Burman et Lata Mangeshkar, qui avaient cessé d'enregistrer ensemble depuis 1957.
R. D. Burman a continué à travailler aux côtés de son père dans des films comme Bandini (1963), Teen Deviyaan (1965) et Guide (1965). Mehmood lui a confié son deuxième film en tant que directeur musical en 1965 : Bhoot Bangla. La bande sonore est remarquable pour Aao twist karein, une version desi de Let's twist de Chubby Checker. Dans le film, R. D Burman. apparaît également avec Mehmood. La même année, il a composé la musique de Teesra Kaun.
Le premier succès de R. D. Burman arrive avec le film Teesri Manzil en 1966. Burman considère qu'il doit au parolier Majrooh Sultanpuri de l'avoir recommandé à Nasir Hussain, producteur et auteur de Teesri Manzil. Vijay Anand a également déclaré lui avoir organisé une session démonstration devant Nasir Hussain. Après avoir entendu sa musique, Nasir Hussain l'a choisi comme directeur musical. Au début, Shammi Kapoor (héros du film) était dépité de ce choix : il aurait préféré Shankar-Jaikishen, qui avait déjà fait ses preuves et composé la musique de la plupart de ses films. Mais après avoir entendu la musique de R. D. Burman, il changea d'avis. O haseena et Aaja aaja appartenaient à un genre encore inconnu des fans de musique indienne. Mohammed Rafi a interprété les six chansons, dont quatre en duo avec Asha Bhosle. Par la suite, Nasir Hussain a continué à faire appel à R. D. Burman et au parolier Majrooh Sultanpuri pour six de ses films, dont Baharon ke Sapne (1967), Pyar Ka Mausam (1969) et Yaadon Ki Baraat (1973).
En 1967, R. D. Burman a composé la musique de Chandan ka Palna et Baharon Ke Sapne. Puis il a continué à travailler avec son père pour des films comme Jewel Thief (1967) et Talash (1969).
En 1969 sortent Waris et le succès musical de Nasir Hussain Pyar ka Mausam (film où il apparaît dans un rôle secondaire). Pour Aradhana (1969), R. D. Burman est crédité comme compositeur associé. Quand S. D. Burman est tombé malade pendant l'enregistrement de 1969 de la bande sonore d'Aradhana, c'est Pancham qui a terminé le travail.

### années 70
R. D. Burman fut le compositeur le plus populaire de l'Inde des années 1970, célèbre pour ses airs pleins d'énergie. Il s'est entouré des chanteurs Asha Bhosle, Kishore Kumar, Lata Mangeshkar et d'autres, pour fabriquer les plus gros succès de l'histoire de la musique du cinéma Bollywood.
En 1970, R. D. Burman a composé la musique de six films, dont celle de Kati patang (avec la star Rajesh Khanna) qui remporta un grand succès musical.
Onze films supplémentaires avec R. D. Burman comme compositeur sont sortis en 1971. Parmi eux, Amar prem, Buddha mil gaya, Caravan, et Hare Rama Hare Krishna sont tous des succès musicaux. Amar prem est apprécié à la fois pour ses chansons s'inspirant de la musique indienne telles que Raina beeti jaaye (chanté par Lata Mangeshkar) et pour ses chansons tristes, parmi les meilleures que l'industrie du cinéma n'ait jamais produit, telle Chingari Koi Badhke. Buddha mil gaya contient des morceaux simples et énergiques comme Raat kali ek khwab mein aayee et Bhali bhali si ek soorat. Mais aussi la chanson classique Aayo kahan se Ghanshyam ?. La BO de Caravan inclut le meilleur cabaret de Bollywood jamais égalé, Piya tu ab to aaja chanté à l'écran en playback par l'actrice Helen, avec les voix de Asha Bhosle et R. D. Burman (« Monica ! O my love »). La chanson titre de Hare Rama Hare Krishna chantée par Asha est devenu l'hymne hip-hop des jeunes. Elle a été utilisée dans la bande son du jeu vidéo Grand Theft Auto: Liberty City Stories, sous le titre Dum Maro Dum pour Radio Del Mundo en 2006. D'autres chansons comme Phoolon ka taaron ka et Kaanchi re furent également populaires.
En 1972, R. D. Burman a composé la musique de dix-neuf films. Seeta aur Geeta, Rampur ka Lakshman, Mere jeevan sathi, Bombay to Goa, Apna desh et Parichay étaient musicalement très réussis. Le duo haut-perché Duniya mein logon ko from Apna desh Asha-R.D. Burman a eu un grand succès populaire. Les chansons comme Beeti na beetayi raina et Musafir Hoon Yaron de Parichay ont marqué le début d'une collaboration fructueuse entre R. D. Burman et le parolier Gulzar. Mere jeevan sathi, de Rajesh Khanna contient de magnifiques titres indémodables de Kishore Kumar, comme O Mere Dil Ke Chain. Sorti également en 1972, Jawaani diwaani est un succès. Les chansons Abhi nahi, Jaan-e-jaan dhoondhta phir raha et autres petits morceaux sont tous dans les hit-parades cette année-là.
En 1973 l'artiste signe quatorze bandes son supplémentaires, dont les plus réussies sont Yaadon Ki Baraat, Shareef badmash, Heera panna et Anamika de Nasir Hussain. En 1974, seize films avec la musique de R. D. Burman sont sortis. Aap ki kasam et Ajanabee rencontrent un succès majeur.
En 1975 sortent neuf films dont la musique est composée par R. D. Burman : Sholay, Deewaar, Aandhi, Khushboo et Dharam karam. Dans Sholay, il interprète Mehbooba Mehbooba, incarné à l'écran par Helen et Jalal Agha. Aandhi contient des airs classiques de Gulzar exécutés par le duo Kishore-Lata, dont Is mod se jaate hain, tum aa gaye ho, Tere bina zindagi se koi, etc. Khushboo constitue un autre chef-d'œuvre du binôme Burman-Gulzar avec des chansons comme O manjhi re.
R. D. Burman a également réalisé la musique de Mili (1975) après que son père, entré dans le coma, fut mort. En 1976, il signe huit films comme directeur musical. Neuf films supplémentaires sortent en 1977. Naam gum jaayega (Kinara, 1977) est une autre perle du tandem Burman-Gulzar, mais c'est Kya Hua Tera Wada, dans Hum Kisi Se Kum Nahin (réalisé par Nasir Hussain en 1977) qui relance la carrière de Mohammed Rafi. Le titre a atteint une popularité jusque-là jamais atteinte. Bien que Kishore Kumar soit toujours resté le chanteur masculin principal des chansons composées par R.D. Burman, le succès de Kya Hua Tera Wada a conduit ce dernier à avoir plus fréquemment recours à Rafi.
En 1978, neuf nouvelles bandes originales de film sont à porter au crédit de R. D. Burman, dont celles de Shalimar et de Kasme vaade. Shalimar inclut des tubes comme Hum bewafa hargiz na the (chanté par Kishore Kumar) et le générique du début (par Asha Bhosle). Cette première piste, Mile jo kadi kadi ainsi que Aati rahengi baharein de Kasme Vaade deviennent très populaires. Le générique et Raju Raju chal d'Azaad, où joue Dharmendra sont aussi des succès. Enfin Ghar est un coup de maître pour le tandem de R.D. Burman-Gulzar avec des chansons comme Tere bina jiya jaaye na, Aaj Kal paon zameen par, Phir Wohi Raat hai.
1979 marque une accalmie pour R. D. Burman, bien qu'il ait tout de même composé la musique de dix films. Son principal succès d'alors est la B.O.F. de Golmaal. Les chansons les plus appréciées du public sont Aanewala pal (Kishore Kumar) et le générique (Golmaal hai bhai sab golmaal hai), toutes deux chantées par R. D. Burman et son assistant Sapan Chakravorty. On peut aussi citer Jeevan ke har mod pe (du film Jhoota kahin ka), Rim jhim gire saawan (Manzil), Saawan ke jhoole pade (Jurmana) et Do lafzon ki hai dil ki kahani (The great gambler, interprété par Asha Bhosle et l'acteur Sharad Kumar).